# Kfz-Kennzeichen (Osttimor)

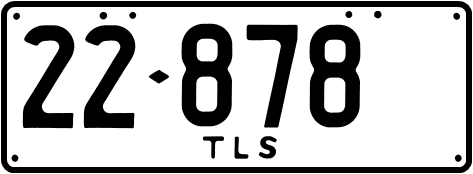
Autokennzeichen aus Osttimor

Die Kfz-Kennzeichen Osttimors gleichen in ihrer Gestaltung jenen von Australien und benutzen auch ähnliche Schriftarten.

## Verschiedene Typen
| 11•111 TL |

| A•1111 TL |

| 11•111G TL |

| TR•034 THRIFTY CAR RENTAL – EAST TIMOR |

| OE•11•123 TL |

| OE•1111 TL |

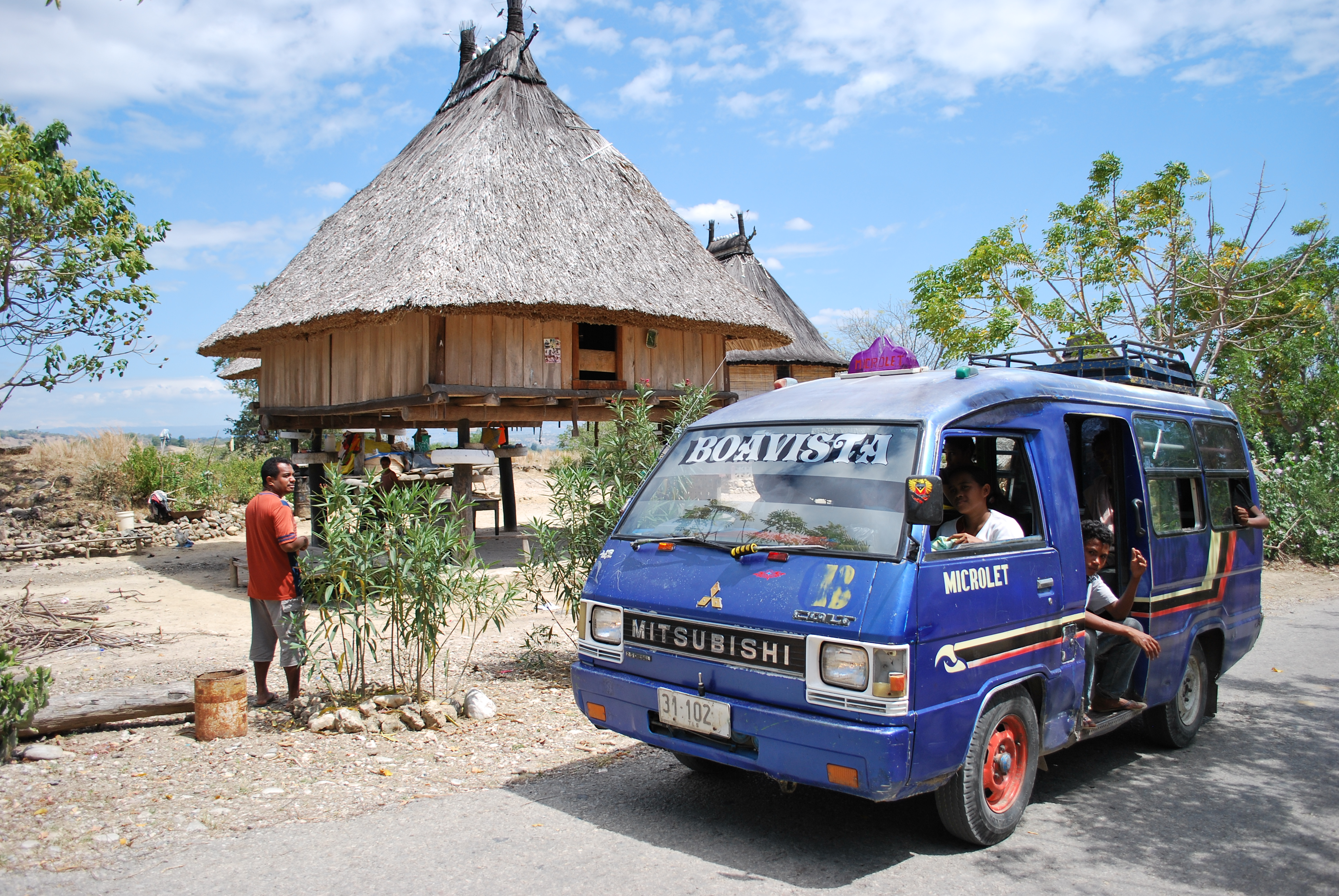
Minibus in Laga

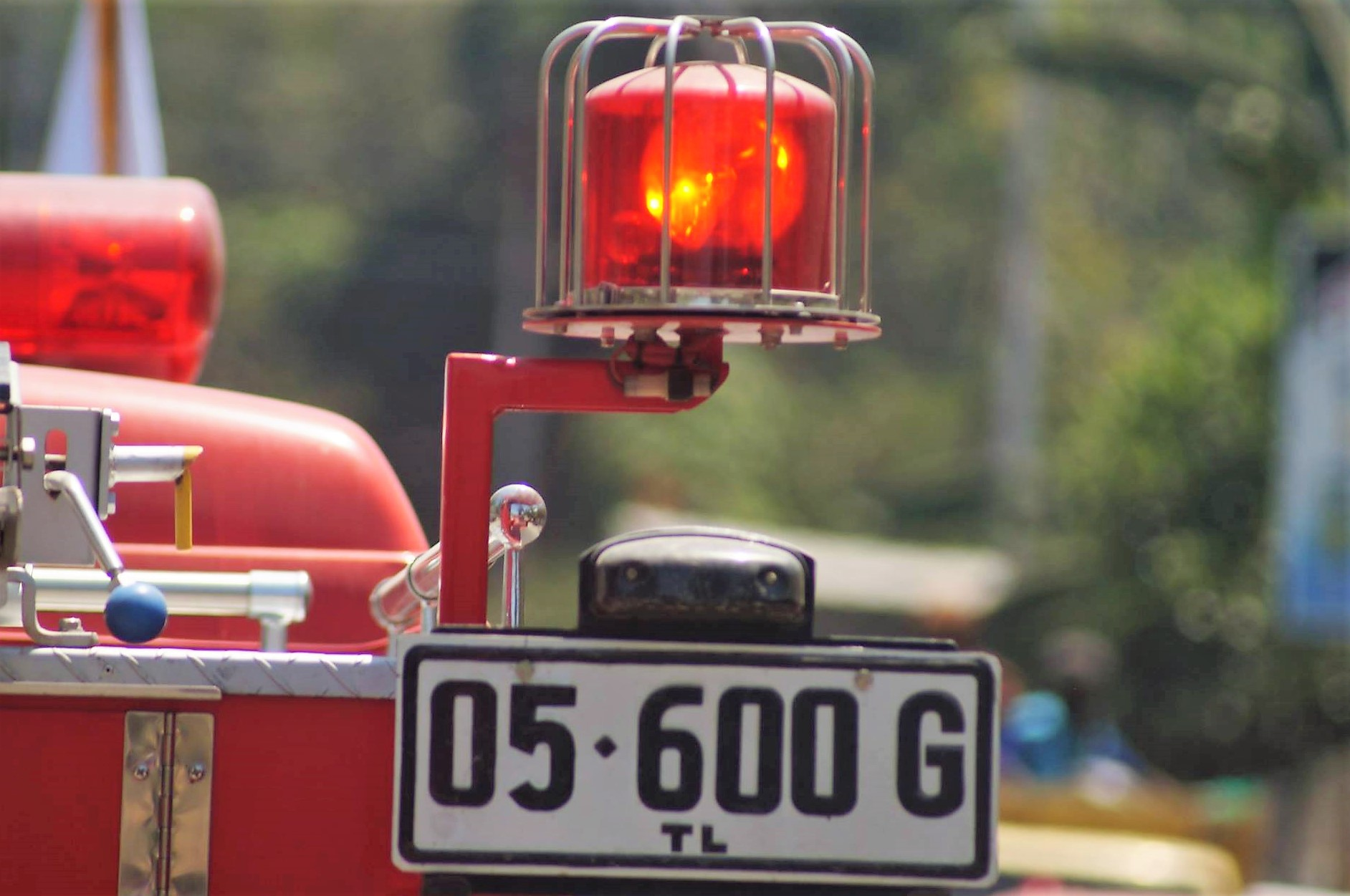
Kennzeichen an einem Dienstfahrzeug (hier ein Feuerwehrauto)

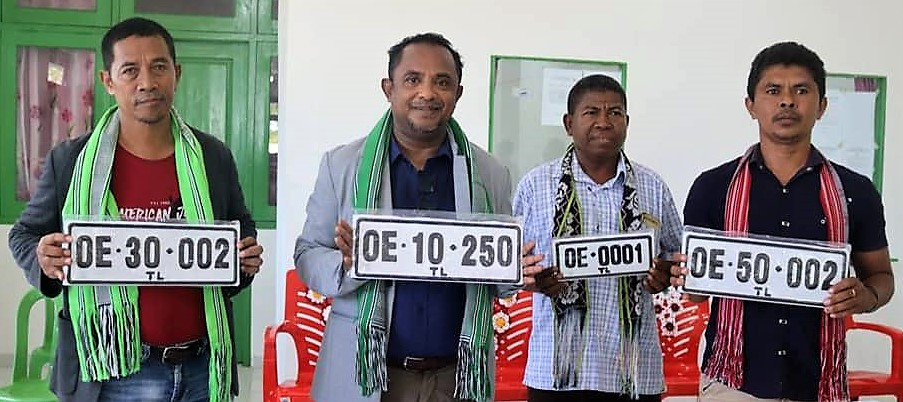
Vorstellung der neuen Kfz-Kennzeichen für Oe-Cusse Ambeno (2022)

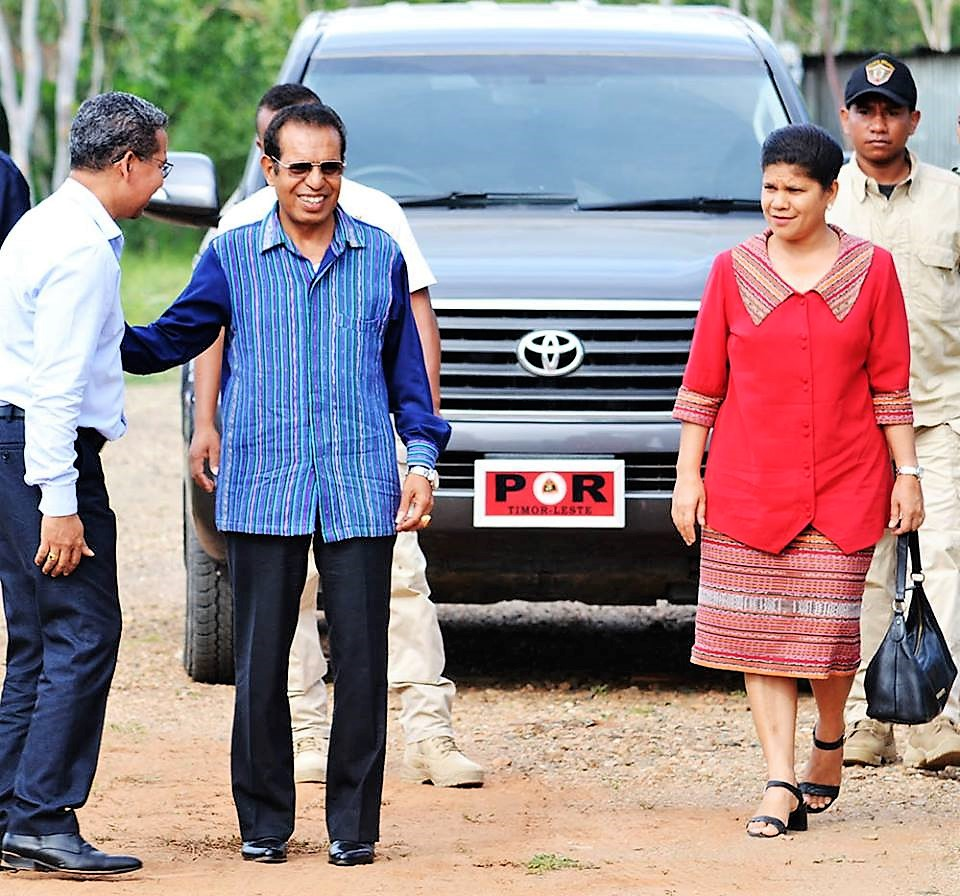
Präsident Taur Matan Ruak, seine Frau Isabel da Costa Ferreira und ihr Dienstwagen

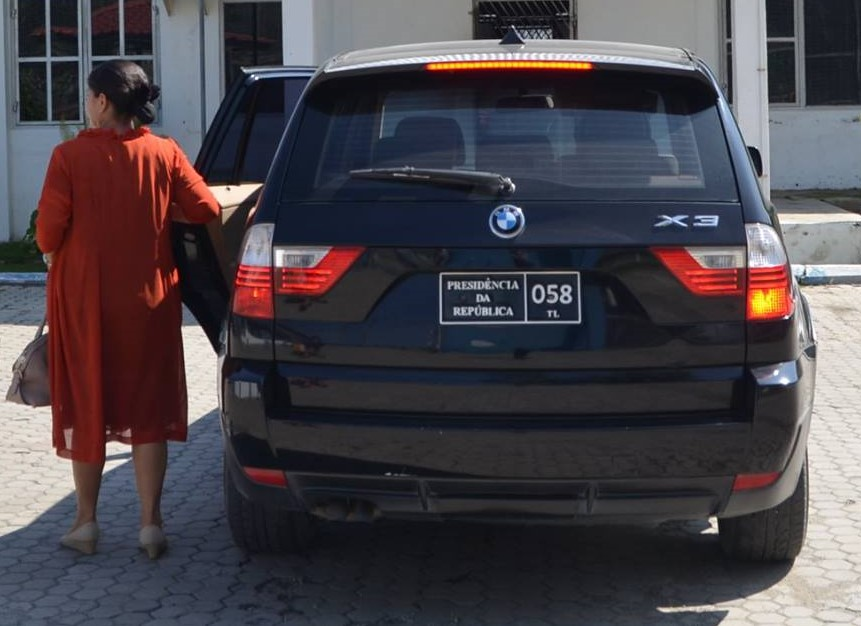
Die First Lady Isabel da Costa Ferreira mit ihrem Dienstwagen

Das heutige Design wird seit dem Jahr 2002 verwendet, als die Unabhängigkeit des Landes wiederhergestellt wurde. Die osttimoresischen Kennzeichen bestehen aus fünf Ziffern (die ersten beiden Ziffern abgetrennt durch eine kleine Raute) und in kleiner Schrift darunter den Buchstaben TL (früher TLS, die Abkürzung von Timór Loro Sa'e), die Abkürzung von Timor-Leste, dem Landesnamen auf Tetum und Länderkürzel nach ISO 3166. Dienstfahrzeuge führen hinter den fünf Ziffern noch ein G für governu (deutsch Regierung). Mietfahrzeuge verwenden statt der ersten zwei Ziffern die Buchstaben TR; statt TL steht darunter THRIFTY CAR RENTAL – EAST TIMOR. Motorräder haben einen Buchstaben und vier Ziffern.
Die verschiedenen Regierungsmitglieder haben als Kennzeichen gelb-rot horizontal geteilte Schilder, auf denen das Wappen Osttimors abgebildet ist. Entsprechend den Ämtern werden verschiedene Buchstabenkürzel verwendet, zum Beispiel PM für den Premierminister, VICE PM für den stellvertretenden Premierminister und SEC, gefolgt von einer Ziffer, für Staatssekretäre. Rot-Gelb ist zum Beispiel das Kennzeichen am Wagen des ehemaligen Premierministers Marí Alkatiri, das die schwarze Beschriftung „Ex-PM-MA“ unter dem Staatswappen führt.
Mitglieder des Parlaments haben ein eigenes Kennzeichenmodell, das farblich der Nationalflagge Osttimors folgt: Schwarze Schrift auf rotem Grund, gelb umrandet. Links ist das Logo des Parlaments abgebildet. Das Kennzeichen beginnt mit den Buchstaben MP, gefolgt von zwei Zifferpaaren und in kleiner Schrift darunter Timor-Leste, dem international verwendeten Landesnamen auf Portugiesisch.
Der Oberbefehlshaber der Verteidigungskräfte Osttimors führt ein rotes Schild mit silbernen Stern und der silbernen Beschriftung F-FDTL für portugiesisch Forças de Defesa de Timor-Leste. Andere Militärfahrzeuge haben ein gelb-rot horizontal geteiltes Kennzeichen mit schwarzer Beschriftung. Es beginnt mit S und einer Ziffer hinter einem Bindestrich. Links befindet sich das Wappen Osttimors, schwarz auf weißem Grund.
Fahrzeuge des regionalen Sekretariats der Sonderzone für soziale Marktwirtschaft (tetum Zona Espesial Ekonomiko Sosial no Merkadu, ZEESM) Oe-Cusse Ambeno haben grüne Kennzeichen mit weißer Schrift. Oberhalb der Ziffern steht in Grün auf Weiß ZEESM TL Timor-Leste. 2022 führte die Regionalbehörde für Fahrzeuge aus der Exklave Kfz-Kennzeichen ein, die statt der ersten zwei Ziffern oder dem einzelnen Buchstaben für das Motorrad die Buchstaben OE haben.
Kennzeichen von Botschaftsangehörigen sind grün mit schwarzer Schrift und haben eine Dreiergruppe von Ziffern, nach der Raute gefolgt von einer Ziffer und dem Buchstabenkürzel CD (französisch Corps Diplomatique). Darunter steht in kleiner Schrift TL.

## Portugiesisch-Timor

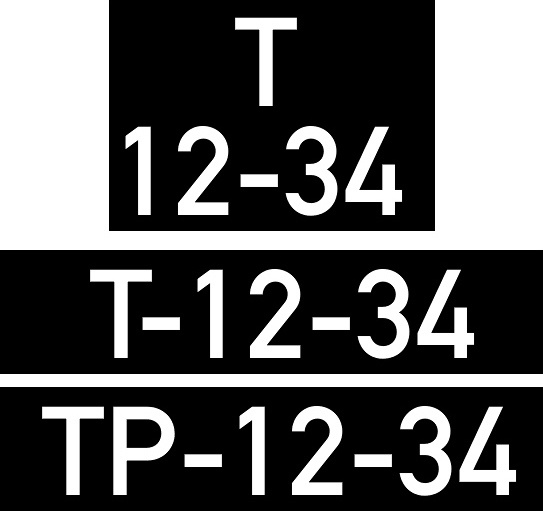
KFZ-Kennzeichen Portugiesisch-Timor

Bis 1975 war das Land als Portugiesisch-Timor eine Kolonie Portugals. Man benutzte den seit 1937 verwendeten portugiesischen Stil mit weißen Schriftzeichen auf schwarzem Grund. Die Schriftfolge begann mit T für Timor oder TP für Timor Português, gefolgt von einem Bindestrich (dieser entfiel bei einem zweizeiligen Nummernschild) und zwei Ziffernpaaren, ebenfalls getrennt von einem Bindestrich.
Die portugiesischen Streitkräfte nutzten die Kürzel ME, MG und MX für das Heer, AP für die Marine sowie AM für die Luftstreitkräfte, jeweils nach dem Schema ME·12·34.

## Indonesische Besatzungszeit

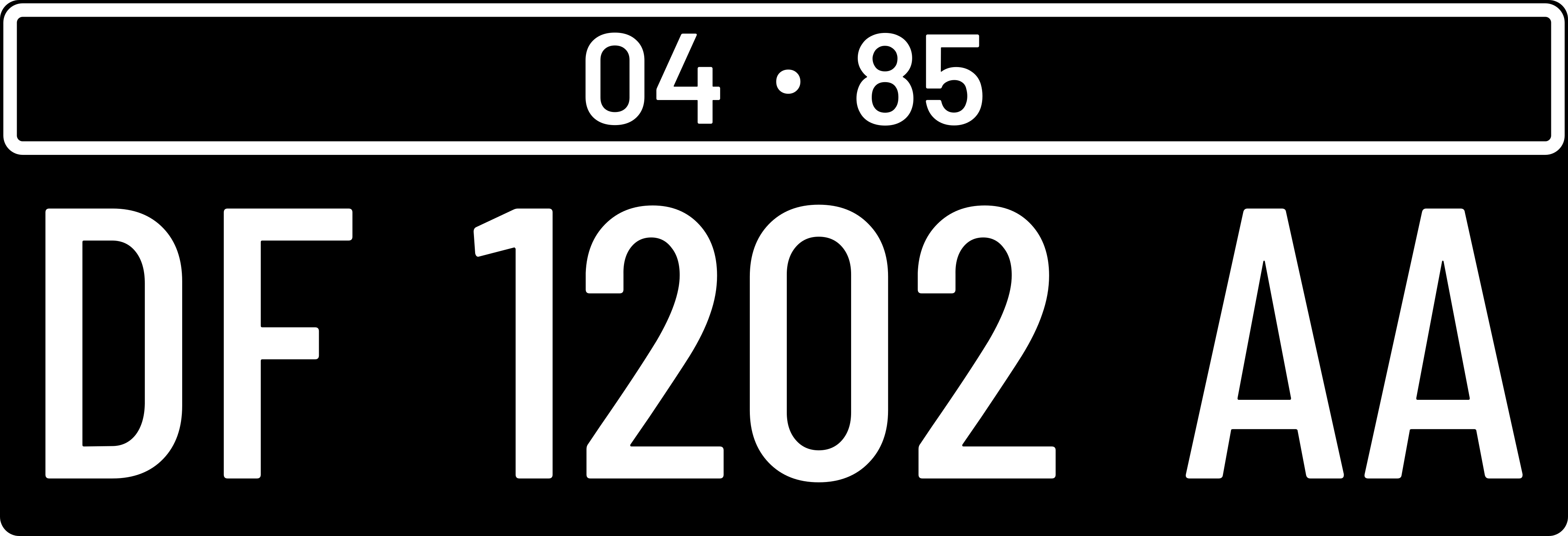
Kfz-Kennzeichen von Timor Timur

Zwischen 1975 und 1999 besetzte Indonesien Osttimor, das sich gerade neun Tage zuvor für unabhängig erklärt hatte. 1976 annektierte Indonesien das Land als Provinz Timor Timur, auch wenn dies international nicht anerkannt wurde. Die Autokennzeichen dieser Zeit folgten dem weiß-auf-schwarz-indonesischen Modell. Der erste oder die ersten zwei Buchstaben stehen für die indonesische Provinzen, gefolgt von bis zu vier Ziffern, optional gefolgt von bis zu zwei weiteren Buchstaben. Im Falle von Timor Timur wurde als Provinzkürzel DF verwendet.

## UN-Verwaltung
Von 1999 bis 2002 stand Osttimor unter UN-Verwaltung. Die UN-Fahrzeuge benutzten Schilder mit weißer Schrift auf blauem Grund, wobei hinter dem jeweiligen Kürzel der Mission (zum Beispiel UNAMET) drei Ziffern folgten. Später folgten schwarz-auf-weiß-Schilder mit den Buchstaben UN und vier Ziffern. Fahrzeuge späterer UN-Missionen, die bis 2012 im Land waren führten auch Kennzeichen mit blauer Schrift auf weißem Grund.